# Municipio de Salamanca (Estados Unidos)
El municipio de Salamanca (en inglés: Salamanca Township) es un municipio ubicado en el condado de Cherokee en el estado estadounidense de Kansas. En el año 2010 tenía una población de 505 habitantes y una densidad poblacional de 5,66 personas por km².

## Geografía
El municipio de Salamanca se encuentra ubicado en las coordenadas 37°9′24″N 94°53′43″O / 37.15667, -94.89528. Según la Oficina del Censo de los Estados Unidos, el municipio tiene una superficie total de 89.28 km², de la cual 89,25 km² corresponden a tierra firme y (0,03 %) 0,03 km² es agua.

## Demografía
Según el censo de 2010, había 505 personas residiendo en el municipio de Salamanca. La densidad de población era de 5,66 hab./km². De los 505 habitantes, el municipio de Salamanca estaba compuesto por el 95,05 % blancos, el 1,19 % eran amerindios, el 0,59 % eran asiáticos, el 1,58 % eran de otras razas y el 1,58 % eran de una mezcla de razas. Del total de la población el 2,77 % eran hispanos o latinos de cualquier raza.